# Kristianstad–Åhus Järnväg
Kristianstad-Åhus Järnväg (CÅJ) (ursprungligen Christianstad Åhus Jernväg), var en skånsk enskild järnväg. Banan öppnades för trafik 1886.

## Banan
Banan byggdes med klena spår, 22,0 kg/m, vilket var det näst klenaste man använt i normalspår efter Gärds Härads Järnvägs 14,3 kg/m. Minsta kurvaradien var 300 meter. Den största tillåtna tåghastigheten var vid öppnandet 40 km/h.
Några egna stationer anlades varken i Kristianstad eller Åhus, där man till en början försökte upprätta samarbete med Gärdsbanan. Detta lyckades dock inte varför man öppnade "Åhus hamn", först i godsmagasinet 1998, senare i eget stationshus. CÅJ togs över av Kristianstad-Hässleholms Järnvägar, CHJ, 1906 som i sin tur tog över Östra Skånes Järnvägar, ÖSJ, 1936, så att stationen "Åhus" kom under samma ägare. CHJ, eller Kristianstadbanorna gjorde en rationalisering efter övertagandet av ÖSJ och dubbla linjer lades ned, såsom linjen Tollarp–Everöd–Åhus. Därmed bytte stationen "Åhus hamn" namn till "Åhus". 1944 förstatligades CHJ, och därmed även före detta CÅJ.
Mellanstationer fanns i Hammarslund och Viby innan den större Rinkaby, från vilket ett spår ut till ett grus(sand)tag fanns. Efter Rinkaby kommer Horna. Mellan Horna och Åhus fanns sidospår till grus(läs hellre sand)tag. Mellan Viby och Rinkaby låg tidigare Herkules lastplats där det till 1970-talet fanns ett stort tegelbruk som hade en järnvägsbro över CÅJ för sina lertransporter. Vid Kvarnäs, mellan Hammarslund och Viby, fanns även tidigare ett tegelbruk, med egen spåranslutning.

## Trafik
Till en början hade CÅJ inga egna lok utan trafiken ombesörjdes av CHJ. Trafiken utvecklades som man väntat sig. Betydelsefullt var samtrafiken med den samtidigt tillkomna privatbanan Kristianstad-Immelns Järnväg, KIJ  som skickade timmer och granit till hamnen i Åhus för vidare export.
På 1890-talet kom badtågen, som senare blev populära för Åhus. Dessa gick fram till 1951, förutom under andra världskriget första hälft, då stranden var avspärrad, liksom Villastationen i Åhus hamn. Missnöje med den 1951 kungjorda stängningen av badtrafiken på grund av godstrafik, medförde att man från 1955 återupptog badtågsresandet under helgdagar (restriktion fanns) fram till nedläggningen av persontrafiken 1962. Dock fick man en annan angöringspunkt i hamnen, kallad Åhusbaden.
Noteras kan att CÅJ var en av Skånes mest vinstgivande banor och kunde när CHJ köpte CÅJ, ha delat ut 12 procent vinst på aktierna (à 100 kr).
Efter uppköpet rationaliserade CHJ banan och bytte räls och satte in bättre signalanordningar såsom mekaniska fällbommar vid större vägkorsningar. Man köpte in större lok och bättre vagnar. Man byggde även flera personvagnar på egen verkstad. Fyra boggievagnar köptes från Stockholm-Saltsjöns Järnväg, SSnJ.
När man 1925 satte in motorvagnstrafik ledde detta till att man 1927 öppnade nya hållplatser vid Hammarspynt, Vibyvik och Rinkaby norra. Motorvagnen kördes även som pendeltåg sträckan Kristianstad - Ekenabben.